# Gymnochthebius germaini
Gymnochthebius germaini är en skalbaggsart som först beskrevs av Zaitzev 1908.  Gymnochthebius germaini ingår i släktet Gymnochthebius och familjen vattenbrynsbaggar. Inga underarter finns listade i Catalogue of Life.